# Dmitri Sytsjov
Dmitri Jevgenjevitsj Sytsjov (Russisch: Дмитрий Евгеньевич Сычёв) (Omsk, 26 oktober 1983) is een gewezen Russisch voetballer.
Sytsjov begon zijn loopbaan als aanvaller in 2000 bij Spartak Tambov. Hierna speelde hij voor Spartak Moskou en Olympique Marseille. Sinds 2004 kwam hij uit voor Lokomotiv Moskou. Sytsjov kwam 45 keer uit voor het nationale elftal van Rusland en maakte deel uit van de selecties voor het WK in 2002, Euro 2004 en Euro 2008.
Sytsjov wordt gezien als een van de beste Russische aanvallers van het afgelopen decennia.